# Фазендаш-де-Алмейрин
Фазендаш-де-Алмейрин (порт. Fazendas de Almeirim)  —  район (фрегезия) в Португалии,  входит в округ Сантарен. Является составной частью муниципалитета  Алмейрин. По старому административному делению входил в провинцию Рибатежу. Входит в экономико-статистический  субрегион Лезирия-ду-Тежу, который входит в Алентежу. Население составляет 6642 человека на 2001 год. Занимает площадь 58,13 км².